# كريستيان ووكر
كريستيان ووكر (بالإنجليزية: Christian Walker)‏ هو لاعب كرة قاعدة أمريكي، ولد في 28 مارس 1991 في نوريستاون ‏ في الولايات المتحدة.

## وصلات خارجية
- كريستيان ووكر على موقع دوري كرة القاعدة الرئيسي (الإنجليزية)
- كريستيان ووكر على موقعبيزبول رفرنس.كوم (الدوري الرئيسي) (الإنجليزية)
- كريستيان ووكر على موقعبيزبول رفرنس.كوم (الدوري الثانوي) (الإنجليزية)
- كريستيان ووكر على موقع إي إس بي إن.كوم (أم.أل.بي) (الإنجليزية)
- كريستيان ووكر على موقع مشجعي الرسوم البيانية (الإنجليزية)